# Stora Flugen
Stora Flugen är en sjö i Västerviks kommun i Småland och ingår i Botorpsströmmens huvudavrinningsområde. Sjön har en area på 0,713 kvadratkilometer och ligger 24,4 meter över havet. Sjön avvattnas av vattendraget Botorpsströmmen (Tynnsån).

## Delavrinningsområde
Stora Flugen ingår i det delavrinningsområde (639429-153421) som SMHI kallar för Utloppet av Stora Flugen. Medelhöjden är 65 meter över havet och ytan är 18,79 kvadratkilometer. Räknas de 44 avrinningsområdena uppströms in blir den ackumulerade arean 923,23 kvadratkilometer. Avrinningsområdets utflöde Botorpsströmmen (Tynnsån) mynnar i havet. Avrinningsområdet består mestadels av skog (80 %). Avrinningsområdet har 1,24 kvadratkilometer vattenytor vilket ger det en sjöprocent på 6,6 %. Bebyggelsen i området täcker en yta av 0,5 kvadratkilometer eller 3 % av avrinningsområdet.